# Brigitte Köhler-Kliefert
Brigitte Köhler-Kliefert (* 25. September 1924 in Stralsund; † 9. Juli 2001 in Berlin) war eine deutsche Malerin und Grafikerin. 

## Leben
Brigitte Köhler-Kliefert wurde 1924 in Stralsund als Tochter des Künstlerehepaares Erich Kliefert und Mathilde Kliefert-Gießen geboren. Sie besuchte von 1951 bis 1957 die Kunsthochschule Berlin-Weißensee und studierte bei Bert Heller, Kurt Robbel, Walter Womacka und Arno Mohr. Nach dem Studium war sie von 1957 bis 1959 freischaffend in Stralsund tätig, wo sie das Atelier der Malerin Elisabeth Büchsel übernehmen konnte. 1960 wechselte sie nach Berlin, wo sie weiterhin freischaffend wirkte. Neben ihrer Arbeit als Malerin war sie auch als Kostümbildnerin tätig. So war 1961 am Stralsunder Theater eine Aufführung von Carl Maria von Webers „Abu Hassan“ ein Familienwerk der Klieferts, Vater Erich schuf die Ausstattung, die Inszenierung der Bruder Martin (1928–2016) und sie war als Kostümbildnerin verantwortlich.
Brigitte Köhler-Klieferts Motive waren vorwiegend Landschaften und Porträts, teils auch aus Theaterszenen entnommen. Viele Arbeiten entstanden bei Malaufenthalten in ihrer Heimat Vorpommern, etwa in Stralsund und auf der Insel Hiddensee.
Brigitte Köhler-Kliefert war Mitglied des Verband Bildender Künstler der DDR.